# Desa Besowo (administrativ by i Indonesien, lat -7,88, long 112,31)
Desa Besowo är en administrativ by i Indonesien.   Den ligger i provinsen Jawa Timur, i den västra delen av landet, 600 km öster om huvudstaden Jakarta.